# Campionati mondiali di short track a squadre

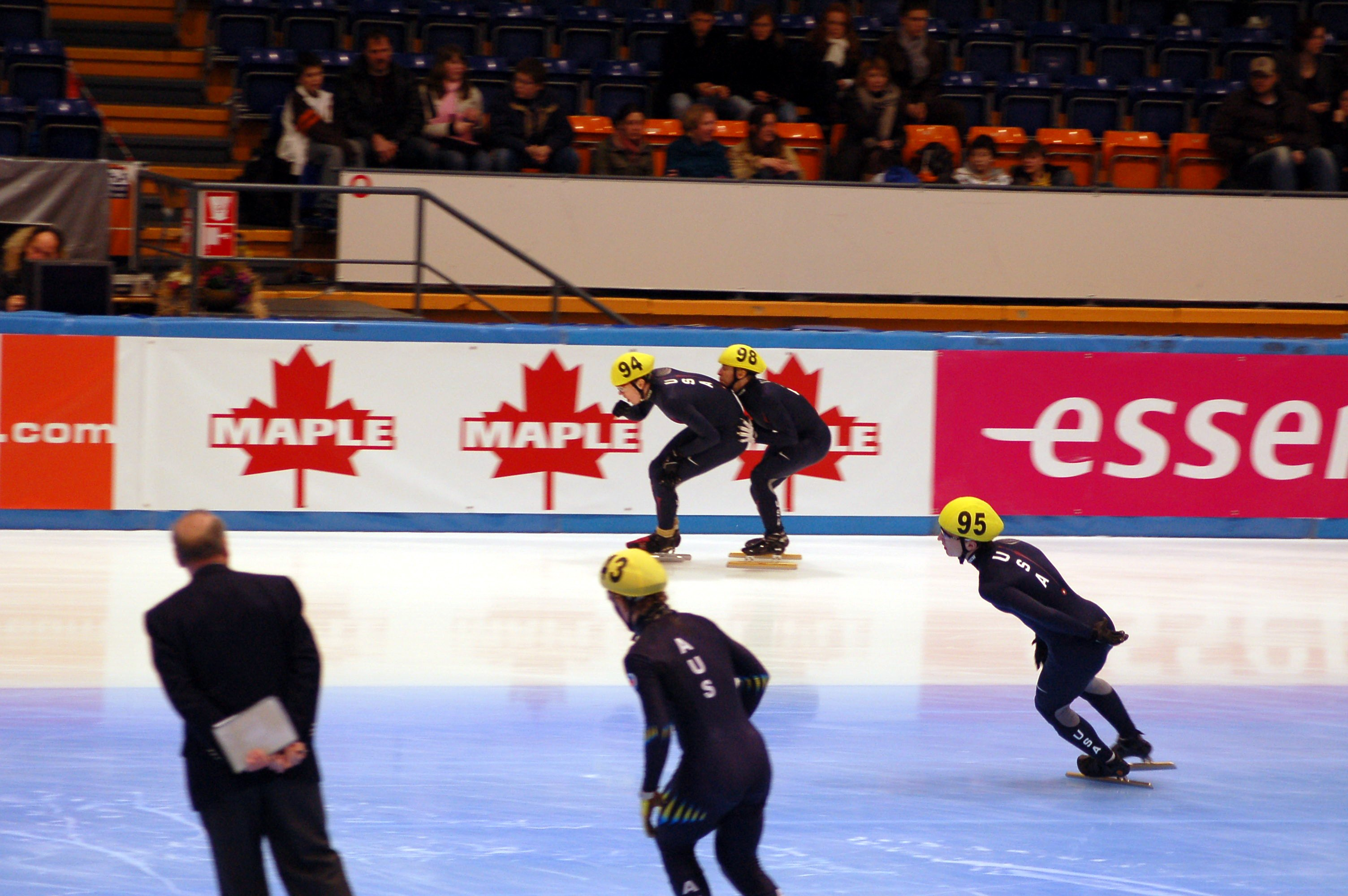
La fase di cambio di una staffetta, una delle 4 gare del programma, ma che assegna punti doppi

L'International Skating Union ha organizzato dal 1991 al 2011, 21 edizioni dei Campionati mondiali di short track a squadre (World Short Track Speed Skating Team Championships). Si tratta di competizioni che assegnano i titoli mondiali nello sport dello short track per la sola gara a squadre. Per le altre competizioni individuali e per la staffetta esistono i Campionati mondiali di short track che si sisputano nello stesso anno ma in sedi diverse ed anno una tradizioni più lunga di 15 anni, essendo organizzati, sempre dalla ISU, già dal 1976.

## Regolamento
Vi partecipano le 8 migliori nazionali del ranking mondiale. Si disputano tre gare individuali (500 m, 1000 m e 1500 m) ed una staffetta (3000 m per le donne e 5000 m per gli uomini). Gli atleti vengono divisi in manche con un competitore per nazione nelle tre prove individuali e vengono assegnati 5, 3, 2 ed 1 punto ai quattro partecipanti ad ognuno dei due bracket (ogni bracket è composto da 4 squadre) ed il doppio dei punti per le staffette (10, 6, 4, 2). Le prime classificate dei bracket accedono alla finale, le seconde elle terze disputano un repechage e le prime classificate accedono alla finale, per la quale vengono disputate ancora le quattro gare, che assegna l'unico titolo in palio.

## Albo d'oro uomini
| Anno | Sede                    | Oro           | Argento       | Bronzo        |
| ---- | ----------------------- | ------------- | ------------- | ------------- |
| 1991 | Seul Corea del Sud      | Giappone      | Corea del Sud | Canada        |
| 1992 | Minamimaki Giappone     | Corea del Sud | Italia        | Giappone      |
| 1993 | Budapest Ungheria       | Italia        | Canada        | Corea del Sud |
| 1994 | Cambridge Canada        | Corea del Sud | Canada        | Italia        |
| 1995 | Zoetermeer Paesi Bassi  | Canada        | Corea del Sud | Stati Uniti   |
| 1996 | Lake Placid Stati Uniti | Canada        | Corea del Sud | Italia        |
| 1997 | Seul Corea del Sud      | Corea del Sud | Giappone      | Italia        |
| 1998 | Bormio Italia           | Canada        | Corea del Sud | Italia        |
| 1999 | St. Louis Stati Uniti   | Cina          | Canada        | Giappone      |
| 2000 | L'Aia Paesi Bassi       | Canada        | Corea del Sud | Italia        |
| 2001 | Minamimaki Giappone     | Canada        | Cina          | Corea del Sud |
| 2002 | Milwaukee Stati Uniti   | Cina          | Canada        | Corea del Sud |
| 2003 | Budapest Ungheria       | Canada        | Corea del Sud | Cina          |
| 2004 | San Pietroburgo Russia  | Corea del Sud | Canada        | Italia        |
| 2005 | Chuncheon Corea del Sud | Canada        | Corea del Sud | Cina          |
| 2006 | Montréal Canada         | Corea del Sud | Canada        | Cina          |
| 2007 | Budapest Ungheria       | Canada        | Corea del Sud | Italia        |
| 2008 | Harbin Cina             | Stati Uniti   | Canada        | Corea del Sud |
| 2009 | Heerenveen Paesi Bassi  | Corea del Sud | Canada        | Stati Uniti   |
| 2010 | Bormio Italia           | Corea del Sud | Canada        | Cina          |
| 2011 | Varsavia Polonia        | Corea del Sud | Cina          | Canada        |

### Medagliere
| Nazione       | Oro | Argento | Bronzo |
| ------------- | --- | ------- | ------ |
| Corea del Sud | 8   | 8       | 4      |
| Canada        | 8   | 9       | 2      |
| Cina          | 2   | 2       | 4      |
| Italia        | 1   | 1       | 7      |
| Giappone      | 1   | 1       | 2      |
| Stati Uniti   | 1   | 0       | 2      |

## Albo d'oro donne
| Anno | Sede            | Oro           | Argento       | Bronzo        |
| ---- | --------------- | ------------- | ------------- | ------------- |
| 1991 | Seul            | Canada        | Cina          | Paesi Bassi   |
| 1992 | Minamimaki      | Corea del Sud | Giappone      | Cina          |
| 1993 | Budapest        | Italia        | Corea del Sud | Russia        |
| 1994 | Cambridge       | Canada        | Corea del Sud | Italia        |
| 1995 | Zoetermeer      | Corea del Sud | Cina          | Canada        |
| 1996 | Lake Placid     | Corea del Sud | Italia        | Stati Uniti   |
| 1997 | Seul            | Corea del Sud | Canada        | Giappone      |
| 1998 | Bormio          | Cina          | Corea del Sud | Canada        |
| 1999 | St. Louis       | Cina          | Canada        | Corea del Sud |
| 2000 | L'Aia           | Cina          | Corea del Sud | Giappone      |
| 2001 | Minamimaki      | Cina          | Corea del Sud | Canada        |
| 2002 | Milwaukee       | Corea del Sud | Cina          | Canada        |
| 2003 | Budapest        | Corea del Sud | Cina          | Italia        |
| 2004 | San Pietroburgo | Corea del Sud | Cina          | Italia        |
| 2005 | Chuncheon       | Corea del Sud | Cina          | Canada        |
| 2006 | Montréal        | Corea del Sud | Cina          | Canada        |
| 2007 | Budapest        | Corea del Sud | Cina          | Canada        |
| 2008 | Harbin          | Cina          | Corea del Sud | Canada        |
| 2009 | Heerenveen      | Cina          | Corea del Sud | Stati Uniti   |
| 2010 | Bormio          | Corea del Sud | Canada        | Italia        |
| 2011 | Varsavia        | Corea del Sud | Cina          | Stati Uniti   |

### Medagliere
| Nazione       | Oro | Argento | Bronzo |
| ------------- | --- | ------- | ------ |
| Corea del Sud | 12  | 7       | 1      |
| Cina          | 6   | 9       | 1      |
| Canada        | 2   | 3       | 8      |
| Italia        | 1   | 1       | 4      |
| Giappone      | 0   | 1       | 2      |
| Stati Uniti   | 0   | 0       | 3      |
| Russia        | 0   | 0       | 1      |
| Paesi Bassi   | 0   | 0       | 1      |